# Phonopleurus costipennis
Phonopleurus costipennis är en skalbaggsart som beskrevs av Moser 1919. Phonopleurus costipennis ingår i släktet Phonopleurus och familjen Cetoniidae. Inga underarter finns listade i Catalogue of Life.